# Psychotria pinnatinervia
Psychotria pinnatinervia är en måreväxtart som beskrevs av Adolph Daniel Edward Elmer. Psychotria pinnatinervia ingår i släktet Psychotria och familjen måreväxter. Inga underarter finns listade i Catalogue of Life.